# Společnost finské literatury
Společnost finské literatury (Suomalaisen Kirjallisuuden Seura, SKS) je vědecká společnost, kulturní organizace a zároveň také nakladatelství. Jejím hlavním úkolem je podporovat finskou kulturu a kulturní dědictví, obzvláště jazyk, literaturu a folklór, zaznamenávat je a zkoumat. Byla založena 16. dubna 1831 Carlem Niclem Keckmanem, lektorem finského jazyka na Helsinské univerzitě. Mezi jejími prvními vydanými publikacemi byly Kalevala a Kanteletar od Eliase Lönnrota.